# ヴザン
ヴザン （Vezins）は、フランス、ペイ・ド・ラ・ロワール地域圏、メーヌ＝エ＝ロワール県のコミューン。

## 地理
モージュ地方にあるアンジューのコミューンであり、ショレと接している。
標高が最も高いのは陶器製造工場があるコミューン南部の180mで、反対に最も低いのはトレマンティーヌの端と接しているエヴル川沿いの113mである。ボカージュと呼ばれる低灌木地帯が多くを占める。いわゆるヴザンの森は、ニュアイエ、シャンテルー＝レ＝ボワ、イゼルネを覆っている。
大きくなってエヴル川を形成することになる小川が発生するのが、ヴザンである。

## 歴史

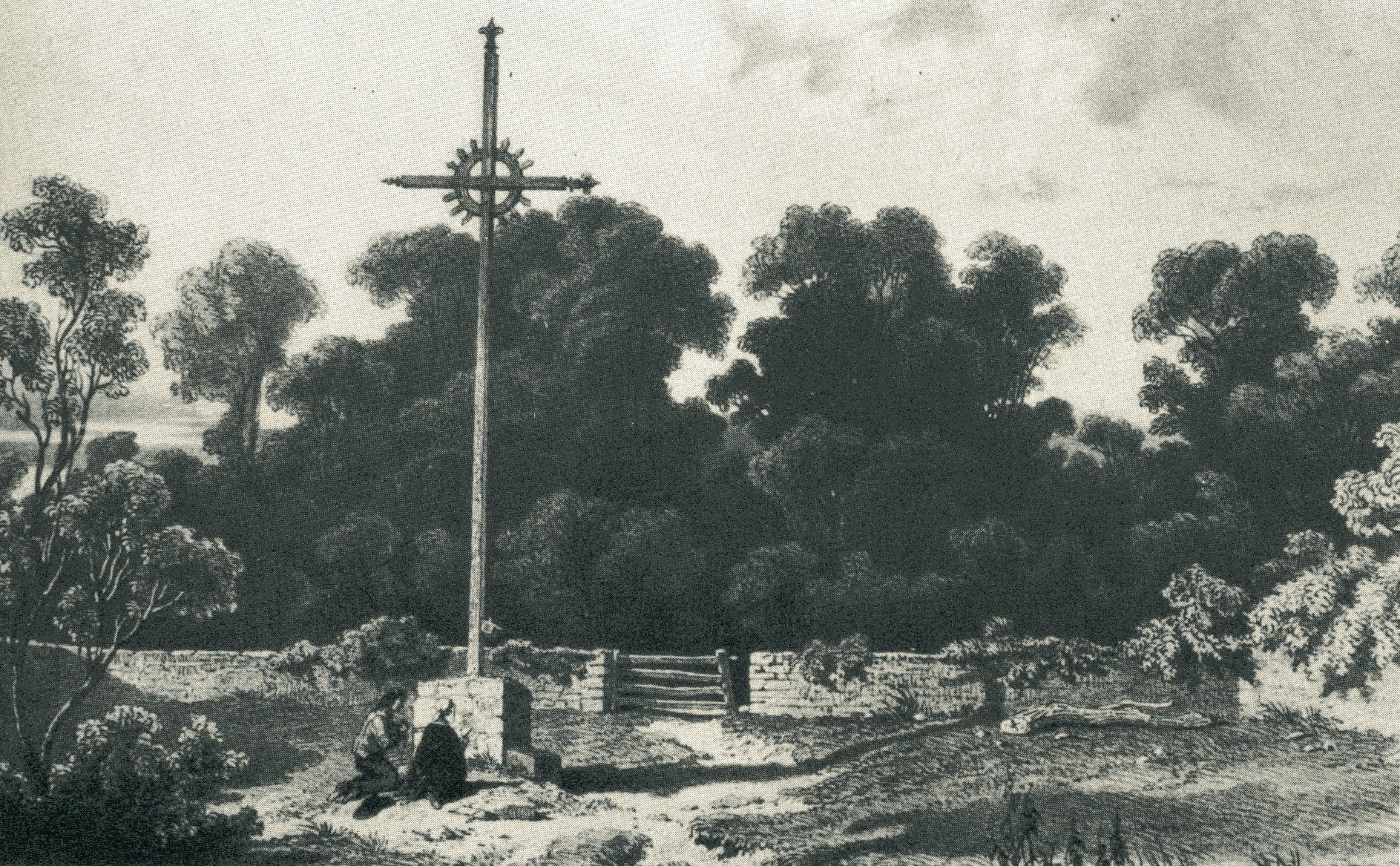
19世紀に描かれたヴザンの森

コミューンの領域では古代の痕跡は何も見つかっていない。おそらく長期にわたって森林に覆われていたと考えられる。伝承によれば、初期の集落はギャルド丘陵（コリーヌ・デ・ギャルド）のふもと、レニエと呼ばれる場所にあったとされる。ヴザンという地名が初めて記されるのは12世紀のド・ラ・ポルト家とその城塞に関連する文書である。
中世にはこの城塞の周囲で村の生活が営まれた。1590年に新教徒の信仰の場が設けられるが、1622年にルイ13世の命で破壊されている。城は18世紀に庭園や泉水とともに再建された。ヴァンデ戦争の間、ヴザンは血腥い軍事作戦の舞台となった。1794年に共和国が派遣した地獄部隊が通過した後には城を含めて黒焦げの廃墟が残るのみで、これを耐えたのは数えるほどの町の住居だけだった。

## 人口統計
| 1962年 | 1968年 | 1975年 | 1982年 | 1990年 | 1999年 | 2008年 | 2013年 |
| ------ | ------ | ------ | ------ | ------ | ------ | ------ | ------ |
| 1083   | 1044   | 1073   | 1265   | 1394   | 1582   | 1650   | 1643   |

参照元:1962年から1999年まで人口の2倍カウントなし。1999年までEHESS/Cassini、2004年以降INSEE